# Kobylí hlava (Příhrazské skály)
Kobylí hlava (391 m n. m.) je vrch a skalní věž na území přírodní rezervace Příhrazské skály v okrese Mladá Boleslav Středočeského kraje, v Chráněné krajinné oblasti Český ráj. Leží asi 600 metrů vzdušnou čarou jihozápadně od vsi Příhrazy na katastrálním území Žďár u Mnichova Hradiště.

## Geomorfologické zařazení
Vrch náleží do celku Jičínská pahorkatina, podcelku Turnovská pahorkatina, okrsku Vyskeřská vrchovina, podokrsku Příhrazská vrchovina a Slivické části.

## Popis vrchu

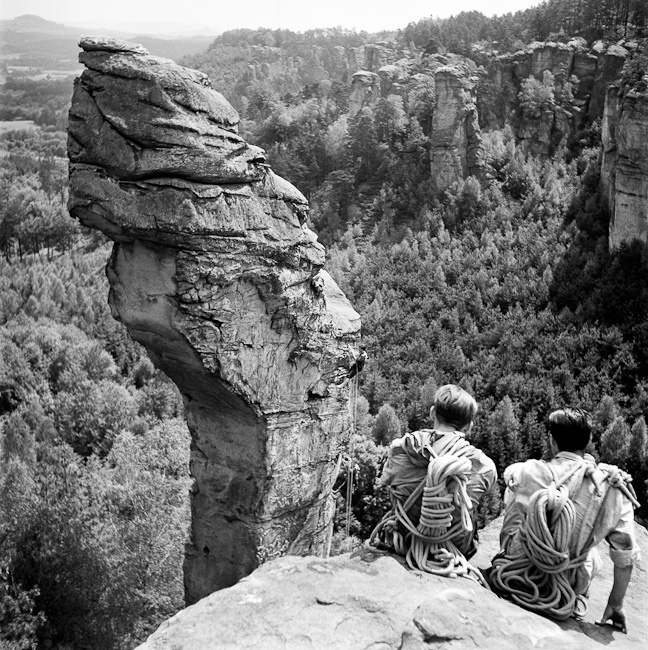
Vrchol věže Kobylí hlava na snímku z archívu Viléma Heckela

Převýšení vrchu nad severně ležícím údolím Krtola, které odděluje hřbítek od hřbetu Stará Hrada, je více než 100 metrů.

## Skalní věž
Mnohem známější je Kobylí hlava (lidově též jen Kobyla) jako samostatná skalní věž na jižním svahu hřbítku. Věž má díky výraznému vrchnímu výběžku bizarní podobu hlavy zvířete. Tento asi 40 metrů vysoký kyj je na všech stranách převislý a dlouho byl považován za nezlezitelný. První výlez se povedl až v 30. letech dvacátého století německým lezcům.
Na skále je vyznačeno celkem devět lezeckých cest. Všechny tyto cesty jsou proslulé svou vysokou obtížností - od stupně VIIb až po stupeň IXb. Nejtěžší z nich, cesta Hatatitla (IXb), byla zlezena 4. srpna 2007, v pořadí druhá velmi obtížná cesta Slavnosti slunovratu (IXa) byla zdolána již v 80. letech 20. století, konkrétně 30. června 1984. I v době dokonalého lezeckého materiálu a speciálních lezeckých bot vyžaduje výstup od lezců dobrou lezeckou techniku a výbornou fyzickou kondici.

## Přístup
Automobilem se dá nejblíže dopravit do Příhraz. Odtud jít pěšky nejprve po žluté  turistické značce. Na rozcestí Hrázka pokračovat chvíli po modré  značce a pak odbočit na sever ke skalní věži a vrchu.